# Першино (Смоленская область)
Першино — деревня в Новодугинском районе Смоленской области России. Входит в состав Извековского сельского поселения. Население — 9 жителей (2007 год). 
Расположена в северо-восточной части области в 36 км к юго-западу от Новодугина, в 26 км западнее автодороги Р134 «Старая Смоленская дорога» Смоленск — Дорогобуж — Вязьма — Зубцов, на берегу реки Лужня. В 29 км восточнее деревни расположена железнодорожная станция О.п. 232-й км на линии Вязьма — Ржев. 

## История
В годы Великой Отечественной войны деревня была оккупирована гитлеровскими войсками в октябре 1941 года, освобождена в марте 1943 года.